# Треска (тврђава)
Тријеска, Треска је било утврђење у Србији чије се рушевине налазе на узвишњењу Тријеска (736 m нмв) код места Јабланица, 5 km источно од Горњег Милановца. Од некадашњег утврђења опстали су само темељи, а на њеном простору су скромна археолошка истраживања обавили стручњаци Музеја рудничко-таковског краја. Налази керамике датирају су грубо на крај XIV и почетак 15. века, а неки аутори сматрају да је у питању тврђава Неваде, која се помиње у изворима из тог доба.
Тврђава је смештена на купастом брду и прати његову конфигурацију, са округлом донжон кулом, унутрашњег пречника 8 m, смештеном на његовом највишем делу. Њени остаци данас су високи неколико метара, док се процењује да је утврђење било дугачко нешто више од 100 m, а ширина му није прелазила 26 m.
По димензијама и просторној организацији врло је слично утврђењу Градина у селу Мајдан.